# Juliette Bessis
Juliette Bessis (arabe : جولييت بسيس), née Juliette Saada le 16 septembre 1925 à Gabès (Tunisie) et morte le 18 mars 2017 à Paris 11e, est une historienne contemporanéiste et universitaire tunisienne spécialiste du Maghreb.

## Biographie
Après des études au lycée Armand-Fallières à Tunis puis des études supérieures à la Sorbonne, elle obtient son doctorat d'État d'histoire contemporaine en 1959.
Ancienne membre du Parti communiste tunisien (PCT), elle est professeure au lycée Khaznadar jusqu'en 1962. Elle enseigne par la suite à l'Institut d'études politiques de Paris et à l'université Paris-VIII.
Spécialiste de l'histoire contemporaine du Maghreb, ses recherches ont porté sur la politique fasciste en Méditerranée, le syndicalisme tunisien et la Libye contemporaine.

## Vie privée
Issue d'une famille de la grande bourgeoisie juive tunisienne, les Saada, Juliette Bessis épouse Aldo Bessis. Elle est la mère de l'historienne Sophie Bessis.

## Publications
- La Méditerranée fasciste : l'Italie mussolinienne et la Tunisie, Paris, Éditions Karthala, 1981, 412 p. (ISBN 978-2865370276)[3].
- Les Fondateurs : index biographique des cadres syndicalistes de la Tunisie coloniale (1920-1956), Paris, Éditions L'Harmattan, 1985, 160 p. (ISBN 978-2858026357).
- La Libye contemporaine, Paris, Éditions L'Harmattan, coll. « Histoire et perspectives méditerranéennes », 1987, 220 p. (ISBN 978-2858026807)[4].
- Maghreb : la traversée du siècle, Paris, Éditions L'Harmattan, 1997, 538 p. (ISBN 978-2738451002).
- Maghreb : questions d'histoire, Paris, Éditions L'Harmattan, 2003, 232 p. (ISBN 978-2747547277).